# Frontière entre la France et la Région flamande

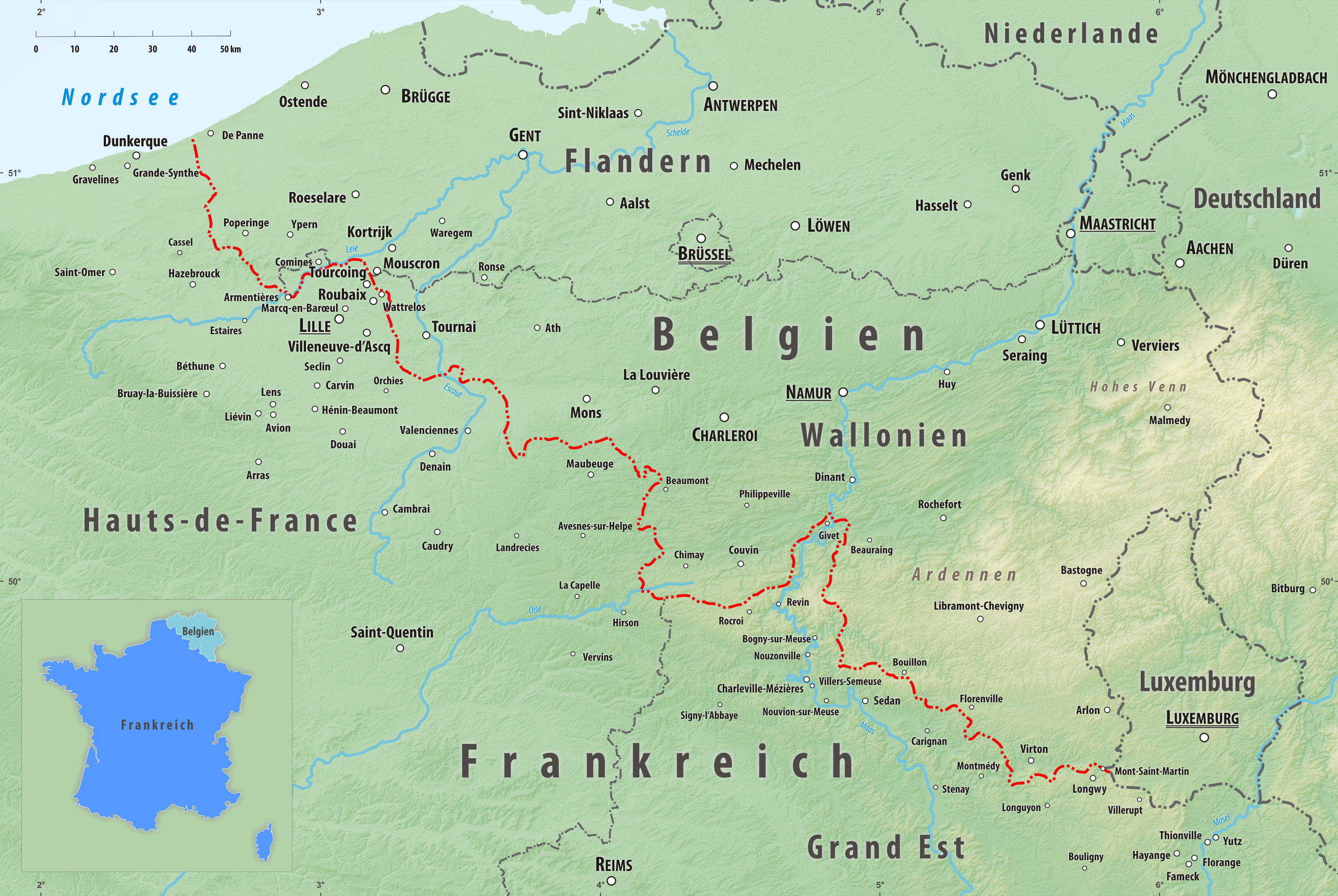
Carte de la frontière entre la Belgique et la France.

Carte du Westhoek.

La frontière entre la Région flamande et la France est un secteur de la frontière terrestre entre la Belgique et la France. C'est le secteur le moins étendu, qui est contiguë au département français du Nord et à la région flamande en Belgique. 

C'est le secteur de la frontière entre la France et la Région wallonne qui forme la majeure partie de la frontière terrestre entre les deux pays.
Cette frontière n'est pas continue car la commune de Comines-Warneton en région wallonne est enclavée entre la France et la région flamande.
En flamand, ce secteur s'appelle De Schreve (mot dérivé du moyen-flamand : screve « trait, trait de plume »).
Cette frontière traverse le Westhoek, une région transfrontalière belgo-française dans la province de Flandre-Occidentale (Région flamande) et le département du Nord (région Hauts-de-France), située entre la mer du Nord, la Lys et l’Aa.
Elle s'étend des communes de Dunkerque à Roubaix-Tourcoing, du côté français et de La Panne à Mouscron, du côté belge.